# Saint-Julien-le-Pèlerin
 Saint-Julien-le-Pèlerin  (en occitano Sent Julian) es una comuna y población de Francia, en la región de Lemosín, departamento de Corrèze, en el distrito de Tulle y cantón de Mercoeur.
Su población en el censo de 2008 era de 139 habitantes.
Está integrada en la Communauté de communes du Canton de Mercœur.

## Demografía
| 220 | 256 | 209 | 197 | 168 | 133 | 139 |
| Para los censos de 1962 a 1999 la población legal corresponde a la población sin duplicidades (Fuente: INSEE [Consultar]) |     |     |     |     |     |     |